# Jon Jonsen Litle
Jon Jonsen Litle, född ca 1230, död 4 augusti 1307, var en dansk adelsman och drots, som tillhörde ätten Litle.
Han spelade en betydande roll som kungamaktens anhängare under Erik Klipping och Erik Menveds regeringar. 1262 blev han gälkare i Skåne och bekämpade ivrigt ärkebiskop Jacob Erlandsen för kungamaktens räkning. Under resten av sitt liv var han trogen den danska kungamakten. Efter kungamordet i Finderups lada 1286 stod han trofast vid den unge kungen Erik Menveds sida. 1299 blev han utnämnd till drots och som sådan reste han till Rom 1303 för att försvara kungen i den kyrkliga strid som uppkommit mot den nye ärkebiskopen Jens Grand. Han dog på Tommerup i Skåne 1307 och begravdes i Esrum kloster på norra Själland. Munkarna här skrev efter begravningen i sin årsbok att han varit ”den frommaste och namnkunnigaste riddaren i Danmark”.
Hans hustru Ingefred hade avlidit några år före honom och med henne hade han flera söner som alla dog före fadern.